# Maypole (manzana)
Maypole es una  variedad cultivar de manzano (Malus domestica). 
Un híbrido del cruce de 'Wijcik McIntosh' x 'Baskatong'. Uno de los seis cultivares columnares (Maypole, Telamon, Tuscan, Trajan (estos desarrollados por K. Tobutt en 1985 y exhibidas en Chelsea en 1989 bajo el nombre comercial de "Ballerina", ya que en América del Norte, se registraron con el nombre "Colonnade" pues el nombre Ballerina no estaba disponible), y Charlotte, Obelisk estos lanzados en 1991 ) estos manzanos columnares fueron desarrollados en la East Malling Research Station en Kent (Inglaterra). Las frutas tienen pulpa jugosa infusionada de color rojo carmín intenso, son excelentes para la elaboración de gelatina de manzana, y de sidra.

## Sinonimia
- "SA 244-20",
- "Maypole Ballerina",
- "Ballerina Crab",
- "Ballerina" en Europa,
- "Maypole Colonnade" en Estados Unidos,
- "Colonnade Crab".

## Historia
'Maypole' es una variedad de manzana, híbrida del cruce de 'Wijcik McIntosh' x 'Baskatong'. Desarrollado y criado a partir de 'Wijcik McIntosh' como Parental-Madre mediante una polinización por la variedad ornamental 'Baskatong' cuya carnes es roja como Parental-Padre. Esta variedad está incluida en la "serie Ballerina" de manzanos columnares desarrollados bajo la dirección de Ken Tobutt en la Estación de Investigación East Malling en Maidstone, Kent (Reino Unido). Fue creado en 1976. Seleccionado en 1984 en el Probatorio Nacional de Frutas (National Fruit Trials),  Brogdale Farm, Faversham, Kent. Fue lanzado a los circuitos comerciales en 1989.
'Maypole' está cultivada en diversos bancos de germoplasma de cultivos vivos tales como en National Fruit Collection (Colección Nacional de Fruta) de Reino Unido con el número de accesión: 1987-043 y Nombre Accesión : Maypole.

## Características
'Maypole' presenta un hábito de crecimiento columnar erguido, moderadamente vigoroso. Portador de espuelas. Los espolones fructíferos se desarrollan cerca del tallo principal. Puede ocurrir alguna ramificación lateral del tallo principal, pero generalmente es causada como resultado de un daño a un espolón fructífero y se puede cortar. El follaje tiende a ser denso a lo largo del poste del árbol. Tener el árbol protegido es esencial en lugares ventosos, ya que los vientos fuertes pueden dañar las yemas terminales y provocar ramificaciones secundarias. Los árboles se pueden plantar a un metro de distancia. Se puede cultivar en macetas. Tiene un tiempo de floración que comienza a partir del 22 de abril con el 10% de floración, para el 25 de abril tiene una floración completa (80%), y para el 5 de mayo tiene un 90% caída de pétalos.
'Maypole' tiene una talla de fruto medio; forma generalmente redondo a cónico redondo, a menudo asimétrico; con nervaduras evidentes en la cuenca calicina; piel con textura suave, de color carmesí en toda la superficie de la piel, epidermis con color de fondo es rosado que madura a  rojo carmesí, importancia del sobre color alto, y patrón del sobre color chapa / moteado, abundan las lenticelas pequeñas de color tostado, ruginoso-"russeting" (pardeamiento áspero superficial que presentan algunas variedades) muy bajo; cáliz mediano y cerrado, colocado en una cuenca poco profunda y ancha, ligeramente fruncida; pedúnculo muy largo y de calibre delgado, colocado en una cavidad poco profunda y ancha; la carne se infusiona de color rojo, generalmente de un rojo medio alrededor del núcleo y de color rosa en la piel, de textura firme, que tiende a oxidarse rápidamente cuando se expone al aire.
Su tiempo de recogida de cosecha se inicia a mediados de septiembre. Se conserva bien durante dos semanas en sitio fresco, y no se mantiene bien  en cámara frigorífica. La superficie adquiere una sensación grasosa a medida que la fruta comienza a madurar.

## Usos
Una buena manzana de multiuso, pues se utiliza en cocina, para la elaboración de sidra, y gelatina, como planta ornamental, en la polinización para cruces de otras variedades, y en la elaboración de salsas a las que da un color rojizo marrón.

## Ploidismo
Diploide, parcialmente autofértil. Grupo de polinización: B, Día 7.

## Susceptibilidades
- Susceptible al mildiu, a la roya del manzano y del enebro, y al fuego bacteriano,
- Propenso cancro.[4]